# Urolestes
Urolestes is een monotypisch geslacht van zangvogels uit de familie klauwieren (Laniidae). De enige soort:
- Urolestes melanoleucus (Eksterklauwier)

Volgens onderzoek gepubliceerd in 2019 is plaatsing van dit taxon in het geslacht Lanius verdedigbaar dus:
- Lanius melanoleucus - Eksterklauwier.[2][3]